# Gien-sur-Cure
Pour les articles homonymes, voir Gien (homonymie).
Gien-sur-Cure (Zin en bourguignon-morvandiau) est une commune française située dans le département de la Nièvre, en région Bourgogne-Franche-Comté.

## Géographie

Gien-sur-Cure se trouve dans le nord-est de la Nièvre, près de Montsauche-les-Settons.

Commune du parc naturel régional du Morvan, son territoire est peu accidenté et très découvert, mais il est maigre et froid à cause de son élévation qui varie de 632 à 714 mètres au-dessus du niveau de la mer. Au XIXe siècle, la forêt recouvrait encore 171 hectares. Ce finage confine avec les départements de la Côte-d'Or et de Saône-et-Loire. Il est agréablement situé près de la route de Château-Chinon à Saulieu. Il est divisé en deux par un vallon, au fond duquel se trouvait un grand étang, au nord duquel s'élève la Montagne des Epaux et au sud, la Montagne du Gousset. Un autre réservoir plus considérable existait en 1865 au sud du premier. Ils servaient tous les deux au flottage qui commençait autrefois au bas du village.

### Hydrographie

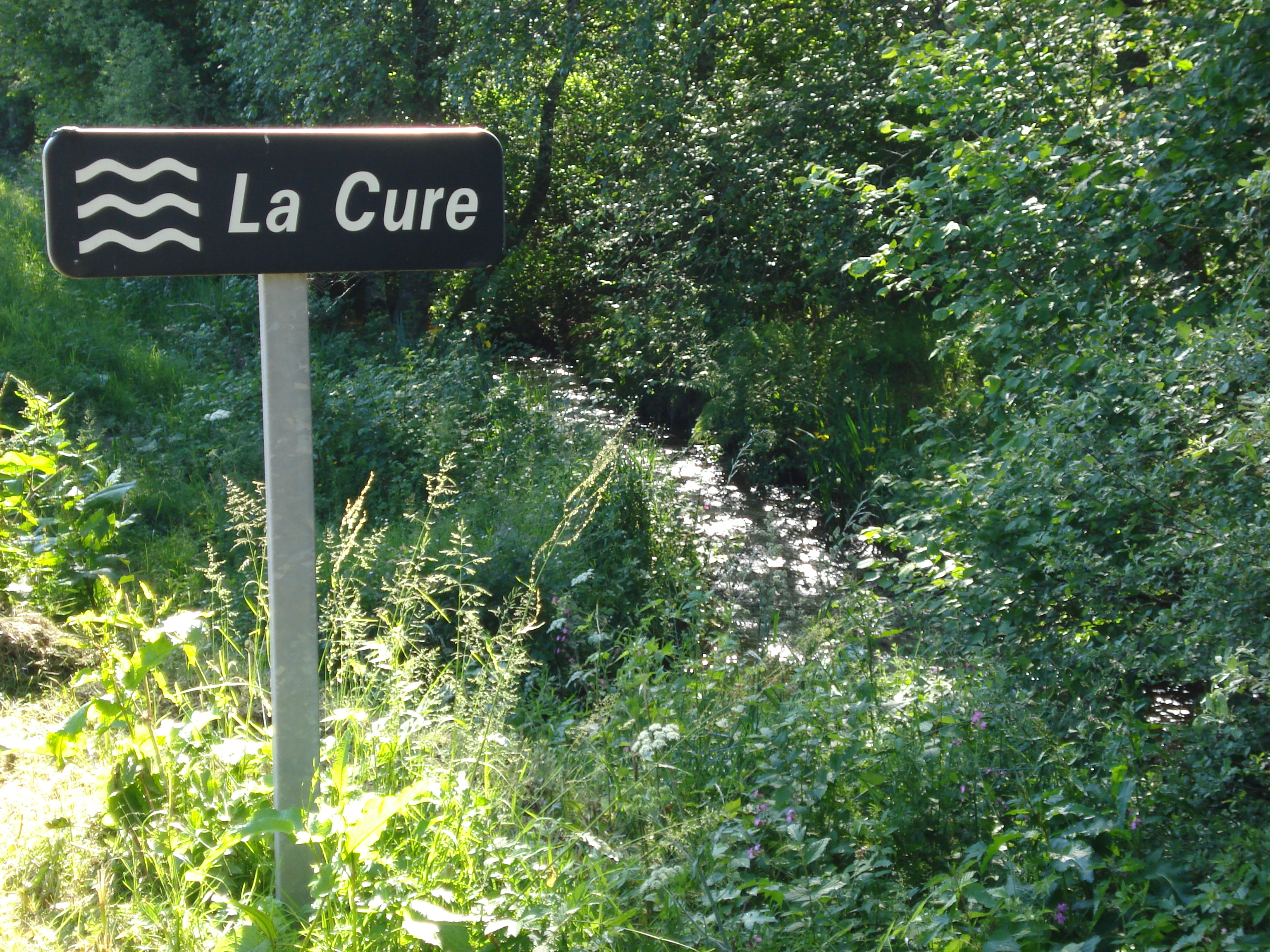
La Cure à Gien-sur-Cure, près de sa source.

La Cure, le ruisseau des Avers, le ruisseau des Vernets sont les principaux cours d'eau parcourant la commune.

### Villages, hameaux, lieux-dits, écarts
- La croix de Chèvres,

au sud, composé de quelques chaumières faisait partie en 1865 de trois communes, d'autant de départements et de diocèses.
- Monceau-lès-Gien

Au sud près des bois, fief qui était possédé en toute justice par la Maison de Chaugy-Roussillon. Le 7 avril 1561, Hugues de Chaugy, fit un traité avec Mathurin Brossard, verrier de Vergigny, près de Saint-Florentin, pour y établir une usine de verrerie. Il lui abandonna à cet effet un emplacement près de l'extrémité gauche de la chaussée de l'étang du lieu, pour y bâtir une maison, un fourneau et une halle, et lui céder tous les bois nécessaires à la construction de ces édifices et à l'entretien du feu, moyennant quatre écu sol d'or, en or, payable chaque année à la Saint-Martin d'hiver. Accord conclu devant Louis Desplaces, notaire royal à Montcinet.
- Bois d'Alligny, fief situé au nord et tenu en toute justice. Il passa des sires d'Alligny aux comtes du Montal, seigneur du lieu et de Saint-Brisson, qui se disaient en conséquence, sieurs de Gien en partie.
- La Coupe-Lyonnet et Les Liguerons, situés au nord, appartenait à la Maison de Loppin de Montmort, qui le posséda jusqu'à la chute des institutions féodales. Les habitants de la Coupe-Launay, passaient jadis pour être Vaudois et étaient fort redoutés de leurs voisins. Un incendie le consuma en 1854. Lignerons, divisé en haut et bas, tire son nom d'une ancienne famille qui l'habitait.

### Climat
Pour des articles plus généraux, voir Climat de la Bourgogne-Franche-Comté et Climat de la Nièvre.
En 2010, le climat de la commune est de type climat de montagne, selon une étude du Centre national de la recherche scientifique s'appuyant sur une série de données couvrant la période 1971-2000. En 2020, Météo-France publie une typologie des climats de la France métropolitaine dans laquelle la commune est exposée à un climat océanique altéré et est dans la région climatique  Lorraine, plateau de Langres, Morvan, caractérisée par un hiver rude (1,5 °C), des vents modérés et des brouillards fréquents en automne et hiver. 
Pour la période 1971-2000, la température annuelle moyenne est de 9,2 °C, avec une amplitude thermique annuelle de 15,9 °C. Le cumul annuel moyen de précipitations est de 36 161 mm, avec 14,9 jours de précipitations en janvier et 9,6 jours en juillet. Pour la période 1991-2020, la température moyenne annuelle observée sur la station météorologique de Météo-France la plus proche, « Chateau Chinon », sur la commune de Château-Chinon (Ville) à 15 km à vol d'oiseau, est de 10,5 °C et le cumul annuel moyen de précipitations est de 1 252,3 mm. 
La température maximale relevée sur cette station est de 38,8 °C, atteinte le 25 juillet 2019 ; la température minimale est de −21,3 °C, atteinte le 10 février 1956,,. 
Les paramètres climatiques de la commune ont été estimés pour le milieu du siècle (2041-2070) selon différents scénarios d'émission de gaz à effet de serre à partir des nouvelles projections climatiques de référence DRIAS-2020. Ils sont consultables sur un site dédié publié par Météo-France en novembre 2022.

## Urbanisme

### Typologie
Au 1er janvier 2024, Gien-sur-Cure est catégorisée commune rurale à habitat très dispersé, selon la nouvelle grille communale de densité à sept niveaux définie par l'Insee en 2022.
Elle est située hors unité urbaine et hors attraction des villes,.

### Occupation des sols
L'occupation des sols de la commune, telle qu'elle ressort de la base de données européenne d’occupation biophysique des sols Corine Land Cover (CLC), est marquée par l'importance des forêts et milieux semi-naturels (52,1 % en 2018), une proportion sensiblement équivalente à celle de 1990 (52,3 %). La répartition détaillée en 2018 est la suivante : forêts (50,7 %), prairies (35,1 %), zones agricoles hétérogènes (9,6 %), terres arables (3,2 %), milieux à végétation arbustive et/ou herbacée (1,4 %). L'évolution de l’occupation des sols de la commune et de ses infrastructures peut être observée sur les différentes représentations cartographiques du territoire : la carte de Cassini (XVIIIe siècle), la carte d'état-major (1820-1866) et les cartes ou photos aériennes de l'IGN pour la période actuelle (1950 à aujourd'hui).

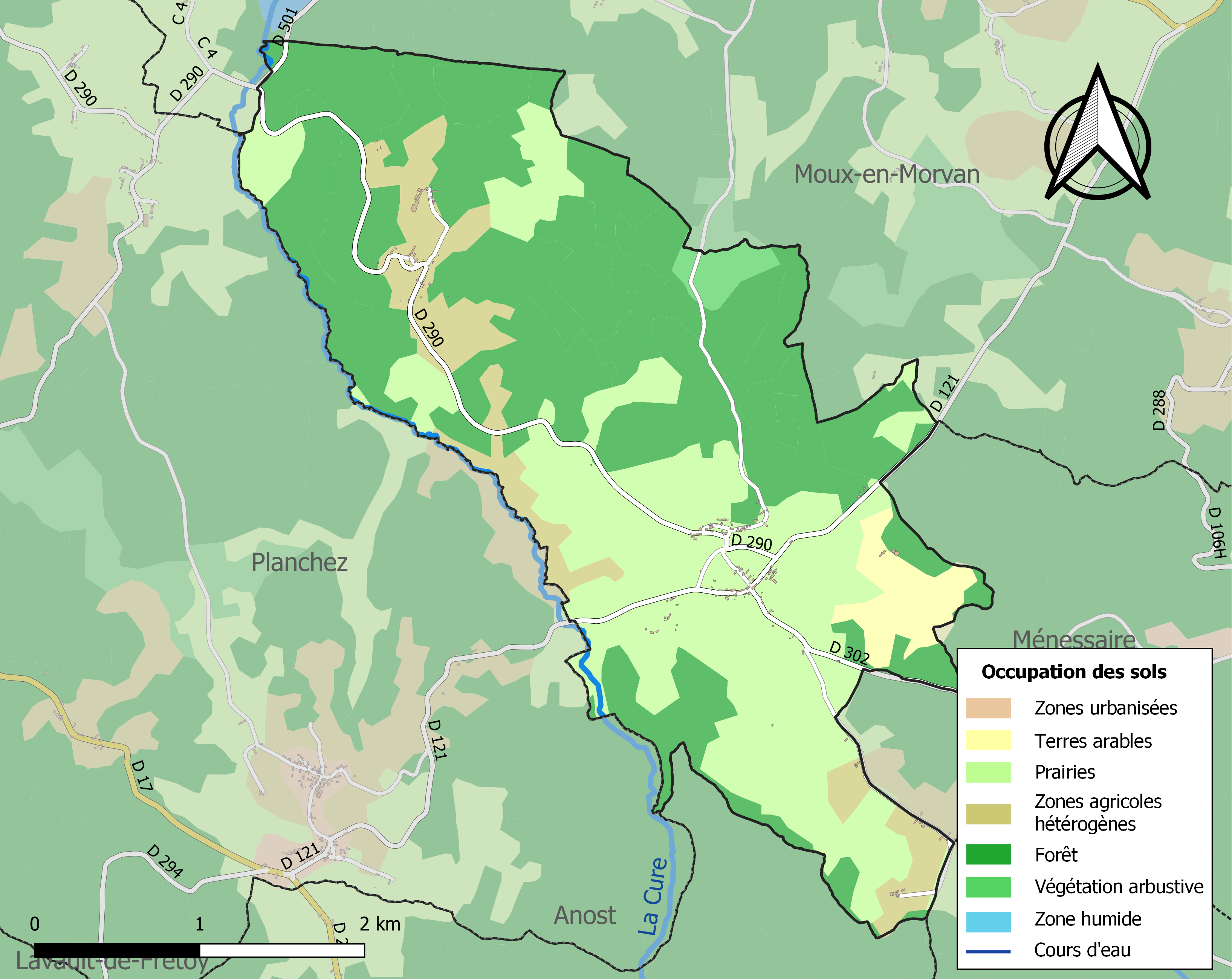
Carte des infrastructures et de l'occupation des sols de la commune en 2018 (CLC).

## Histoire
La commune s'appelait Joen au XIVe siècle,  Jocus, c'est-à-dire Jeu. Selon l'abbé Baudiau, ce surnom viendrait de la position de cette commune près des sources de la rivière de la Cure qui sort d'un bois d'Anost.
La paroisse était autrefois du diocèse d'Autun et de l'archiprêtré d'Anost, elle était en 1865, l'une des cinq composant le doyenné d'Ouroux-en-Morvan. En 1790, elle fit partie du canton qui avait été créé en ce bourg. La collation de la cure était à l'évêque et les dîmes appartenaient au curé et au marquis de Roussillon. Supprimée par le Concordat de 1801, elle devint annexe de Moux-en-Morvan, dont elle fut séparée en 1845, avec un nouveau titre.
La seigneurie de ce pays était dans la mouvance de Château-Chinon, et appartenait jadis à l'abbé de l'abbaye Saint-Rigaud, à Ligny-en-Brionnais, près de La Clayette, sur lequel elle fut vendue par les officiers du roi au bailliage de Mâcon, en 1564. Elle fut acquise par Hugues de Chaulgy Chaugy, baron de Roussillon pour la somme de 1500 livres et en recéda la moitié à Jean de Fussey, chevalier, stipulant par Jean de Vaulx, son beau-père seigneur de Ménesserre. À partir de cette époque elle resta annexée à ces terres.

## Politique et administration
Gien-sur-Cure fait partie de la communauté de communes Morvan Sommets et Grands Lacs.
Curés
(liste non exhaustive)
- 1665 - Claude Guillaume
- 1772 - Méteau
- 1850 - Mathieu Chalet, a bâti avec l'aide d'une souscription le presbytère en 1851.

Maires élus
| Période                                  | Période  | Identité           | Étiquette | Qualité   |
| ---------------------------------------- | -------- | ------------------ | --------- | --------- |
| mars 1986                                | 2014     | Paulette Sautereau | PS        | Retraitée |
| mars 2014                                | En cours | Laurent Cottin     |           |           |
| Les données manquantes sont à compléter. |          |                    |           |           |

## Démographie
L'évolution du nombre d'habitants est connue à travers les recensements de la population effectués dans la commune depuis 1793. Pour les communes de moins de 10 000 habitants, une enquête de recensement portant sur toute la population est réalisée tous les cinq ans, les populations de référence des années intermédiaires étant quant à elles estimées par interpolation ou extrapolation. Pour la commune, le premier recensement exhaustif entrant dans le cadre du nouveau dispositif a été réalisé en 2008.

En 2022, la commune comptait 90 habitants, en évolution de −5,26 % par rapport à 2016 (Nièvre : −3,28 %, France hors Mayotte : +2,11 %).
| 1793 | 1800 | 1806 | 1821 | 1831 | 1836 | 1841 | 1846 | 1851 |
| ---- | ---- | ---- | ---- | ---- | ---- | ---- | ---- | ---- |
| 230  | 234  | 276  | 248  | 249  | 280  | 269  | 340  | 345  |

| 1856 | 1861 | 1866 | 1872 | 1876 | 1881 | 1886 | 1891 | 1896 |
| ---- | ---- | ---- | ---- | ---- | ---- | ---- | ---- | ---- |
| 341  | 337  | 344  | 341  | 366  | 347  | 353  | 382  | 336  |

| 1901 | 1906 | 1911 | 1921 | 1926 | 1931 | 1936 | 1946 | 1954 |
| ---- | ---- | ---- | ---- | ---- | ---- | ---- | ---- | ---- |
| 336  | 322  | 312  | 256  | 240  | 220  | 241  | 193  | 182  |

| 1962 | 1968 | 1975 | 1982 | 1990 | 1999 | 2006 | 2008 | 2013 |
| ---- | ---- | ---- | ---- | ---- | ---- | ---- | ---- | ---- |
| 192  | 170  | 161  | 138  | 100  | 102  | 111  | 113  | 96   |

| 2018 | 2022 | - | - | - | - | - | - | - |
| ---- | ---- | - | - | - | - | - | - | - |
| 97   | 90   | - | - | - | - | - | - | - |

## Économie
L'économie de la commune est essentiellement basée sur la sylviculture et l'élevage bovin et ovin.

## Culture locale et patrimoine

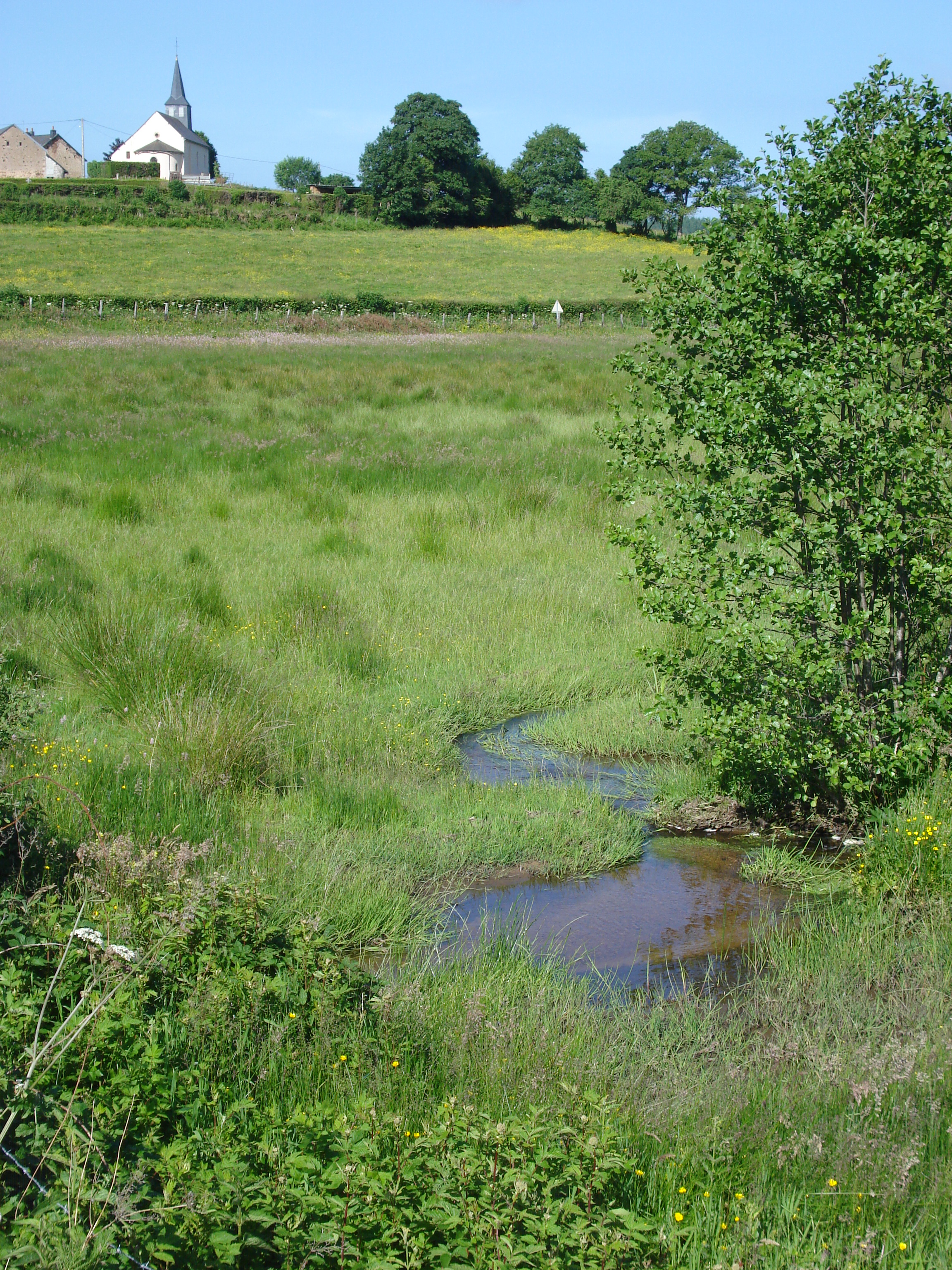
Paysage à Gien-sur-Cure.

### Lieux et monuments
- Église Saint-Léger de Gien-sur-Cure : église romane du XIIe siècle, dont il reste de cette époque une abside et le chœur, à voûte d'arête, une grille en fer forgé le séparant de la nef, sans caractère surmontée d'une flèche en bardeaux. À l'intérieur, un christ en croix. Elle est sous le vocable de saint Léger, dont elle possédait les reliques avec celles de saint Benoit en 1667, renfermées dans un bras peint. Il y existait une fondation d'une messe par semaine, suivie d'un répons, faite par une dame de Roussillon, qui avait donné deux prés à la cure. Le cimetière en ce temps-là n'était pas clos, on y dansait les jours de fêtes et quelquefois on s'y battait[18]. À l'intérieur, statue en pierre calcaire polychrome de saint Léger, datée du troisième quart du XVe siècle et  Inscrit MH (1972). Elle est attribuée à Antoine Le Moiturier, dernier grand imagier des ducs de Bourgogne[19].

### Personnalités liées à la commune
- Jean Râteau, archidiacre du diocèse d'Autun dans la dernière moitié du XVIIIe siècle